# Nobody Knows You When You're Down and Out
Nobody Knows You When You're Down and Out est un standard du blues, écrit et composé par Jimmy Cox (en) en 1923. Ses paroles racontent, du point de vue d'un millionnaire au temps de la prohibition, le caractère éphémère de la richesse et la fausseté des amitiés qui vont et viennent avec elle.

## Composition
Il s'agit d'un blues de tempo modéré aux influences ragtime et qui suit une progression en huit mesures, :
| I – III7 | VI7 | ii – VI7 | ii | IV7 – IVo7 | I – VI7 | II7 | V7 |

## Interprétations
La chanson est enregistrée et popularisée pour la première fois par Bessie Smith. Elle a depuis été reprise par de très nombreux artistes, dont les plus importants sont dans la liste suivante :
| Année                     | Interprète                             | Style                                |
| ------------------------- | -------------------------------------- | ------------------------------------ |
| 1927                      | Julia Lee                              | blues                                |
| 1927 or 1928              | Bobby Leecan & Robert Cooksey          | blues                                |
| 1928                      | Pine Top Smith                         | talking blues                        |
| 1929                      | Bessie Smith                           | blues                                |
| 1936                      | Count Basie Orchestra                  | jazz                                 |
| 1938                      | Louis Jordan And His Tympany Five      | jazz                                 |
| 1939                      | Sidney Bechet                          | jazz                                 |
| 1942                      | Eddie Condon                           | jazz                                 |
| 1945                      | Josh White                             | blues                                |
| 1946                      | Mutt Carey & Hociel Thomas             | jazz                                 |
| 1946                      | Lee Collins & Chippie Hill             | jazz                                 |
| 1948                      | Leadbelly                              | blues                                |
| 1958                      | Juanita Hall                           | blues                                |
| 1958                      | LaVern Baker                           | jazz                                 |
| 1959                      | Bill Smith                             | jazz clarinette                      |
| 1959                      | Scrapper Blackwell                     | blues                                |
| 1961                      | Rolf Cahn & Eric Von Schmidt           | blues                                |
| 1962                      | Dave Guard And The Whiskeyhill Singers | folk                                 |
| 1962                      | Odetta                                 | jazz                                 |
| 1962                      | Jimmy Witherspoon                      | jazz                                 |
| 1962 (parution 2007)      | Karen Dalton                           | folk                                 |
| 1963                      | Colette Magny                          | blues                                |
| 1963                      | Chad Mitchell Trio                     | folk                                 |
| 1964                      | Alice Stuart                           | folk                                 |
| 1964                      | Janis Joplin & Jorma Kaukonen          | blues                                |
| 1964                      | Sam Cooke                              | soul                                 |
| 1965                      | Nina Simone                            | jazz                                 |
| 1965                      | Liza Minnelli                          | pop                                  |
| 1966                      | Otis Redding                           | soul                                 |
| 1966                      | The Spencer Davis Group                | rock                                 |
| 1966                      | Nino Ferrer                            | rock                                 |
| 1968                      | Duane Allman and Gregg Allman          | blues                                |
| 1969                      | José Feliciano                         | Vocal                                |
| 1969                      | The Blues Magoos                       | rock                                 |
| 1970                      | Derek and the Dominos                  | blues                                |
| 1970                      | Trader Horne                           | folk                                 |
| 1972                      | Eva Olmerová                           | jazz                                 |
| 1972                      | The Allman Brothers Band               | rock                                 |
| 1973                      | Tim Hardin                             | folk                                 |
| 1973                      | George Melly                           | jazz                                 |
| 1975                      | Rory Block                             | blues                                |
| 1976                      | Carrie Smith                           | blues                                |
| 1976                      | Vic Dickenson                          | jazz trombone                        |
| 1978                      | Alberta Hunter                         | blues                                |
| 1970s                     | Martin, Bogan & The Armstrongs         | folk                                 |
| 1980                      | Archie Shepp & Horace Parlan           | jazz instrumental                    |
| 1985                      | Dick Hyman                             | jazz piano                           |
| 1985                      | Chris Barber                           | jazz                                 |
| 1985                      | Newport Jazz Festival All-Stars        | jazz                                 |
| 1988                      | Rod Stewart                            | pop                                  |
| 1988                      | Danny Barker                           | jazz                                 |
| 1989                      | Patrick Verbeke                        | blues                                |
| 1989                      | Ruth Brown                             | blues                                |
| 1991                      | Tom Jones                              | blues, BO de Ghosts Of Oxford Street |
| 1992                      | Eric Clapton                           | blues                                |
| 1993                      | Billy Joel                             | rock                                 |
| 1997                      | Don McLean                             | rock                                 |
| 1997                      | Popa Chubby                            | blues                                |
| 1997                      | Andrés Calamaro                        | Latin                                |
| 1999                      | B. B. King                             | blues                                |
| 2001                      | Dave Van Ronk                          | folk                                 |
| 2005                      | Anis                                   | Folk française                       |
| 2007?                     | Carla Bruni-Sarkozy                    | Folk française                       |
| inconnue (sortie en 1992) | Bobby Womack                           | R&B                                  |
| inconnue (sortie en 1993) | Big Joe Williams                       | blues                                |
| inconnue                  | Joe Dassin                             | blues                                |
| 2012                      | Katie Melua                            | blues                                |
| 2013                      | Emmy Rossum                            | blues                                |

## Autres reprises
- Dans les années 1980, la chanson est utilisée dans la pièce musicale de Broadway, Blues in the Night, nommée pour un Tony Award.